# Delta IV Heavy
Delta IV Heavy (Delta 9250H) var en tung flerstegsraket, den största typen i Delta IV-serien. När den pensionerade var den världens tredje mest kraftfulla raket i drift efter SLS och SpaceX Falcon Heavy med tanke på lyftkapacitet.
De tillverkas av United Launch Alliance och den första uppskjutningen ägde rum 2004.

## Uppdrag
| Datum            | Nyttolast                                     | Uppskjutningsplats     |
| ---------------- | --------------------------------------------- | ---------------------- |
| 21 december 2004 | DemoSat, Sparkie / 3CS-1 and Ralphie / 3CS-2  | Cape Canaveral SLC-37B |
| 11 november 2007 | DSP-23 Defense Support Program                | Cape Canaveral SLC-37B |
| 18 januari 2009  | Orion 6 / Mentor 4 (USA-202 / NROL-26)        | Cape Canaveral SLC-37B |
| 21 november 2010 | Orion 7 / Mentor 5 (USA-223 / NROL-32)        | Cape Canaveral SLC-37B |
| 20 januari 2011  | KH-11 Kennen 15 (USA-224 / NROL-49)           | Vandenberg SLC-6       |
| 29 juni 2012     | Orion 8 / Mentor 6 (USA-237 / NROL-15)        | Cape Canaveral SLC-37B |
| 28 augusti 2013  | KH-11 Kennen 16 (USA-245 / NROL-65)           | Vandenberg SLC-6       |
| 5 december 2014  | Orionkapsel Exploration Flight Test 1 (EFT-1) | Cape Canaveral SLC-37B |
| 11 juni 2016     | Orion 9 / Mentor 7 (USA-268 / NROL-37)        | Cape Canaveral SLC-37B |
| 12 augusti 2018  | Parker Solar Probe +Star 48                   | Cape Canaveral SLC-37B |
| 19 januari 2019  | NROL-71                                       | Vandenberg SLC-6       |
| 11 december 2020 | Orion 10 / Mentor 8 (USA-268/ NROL-44)        | Cape Canaveral SLC-37B |
| 26 april 2021    | KH-11 Kennen 17 (NROL-82)                     | Vandenberg, SLC-6      |